# ميخائيل أنتوني آرثر
ميخائيل أنتوني آرثر (بالإنجليزية: Michael Arthur)‏ هو دبلوماسي بريطاني، ولد في 28 أغسطس 1950.